# 오언 코일
오언 컬럼바 코일(Owen Columba Coyle, 1966년 7월 14일 ~ )은 스코틀랜드 출신의 전직 축구선수 출신 축구 감독이다.